# Parti du plaisir
Le Parti du plaisir est un parti politique français du plaisir et de bien être hédoniste, fondé par Cindy Lee (de son vrai nom Isabelle Laeng), en 2001. Ses valeurs sont : la tolérance, la liberté, la solidarité, et le plaisir.

## Idéologie
Cindy Lee suit l'exemple de la Cicciolina avec le Parti radical italien.
Le parti se présente comme « le premier parti hédoniste de France », son but est de garantir le bien-être de l'individu avant celui de la collectivité, dans le but de mener chaque citoyen au bonheur et que, par un rapport de cause à effet, la collectivité soit heureuse. De plus, Cindy Lee veut apporter « un peu de fantaisie et […] de charme » afin de redonner aux jeunes et aux déçus en général le goût de la politique.
Le Parti du plaisir revendique des idées neuves, le but étant « d'aboutir à une société tolérante, fraternelle, solidaire et sans tabous, respectueuse d'autrui et de son environnement ».

## Histoire

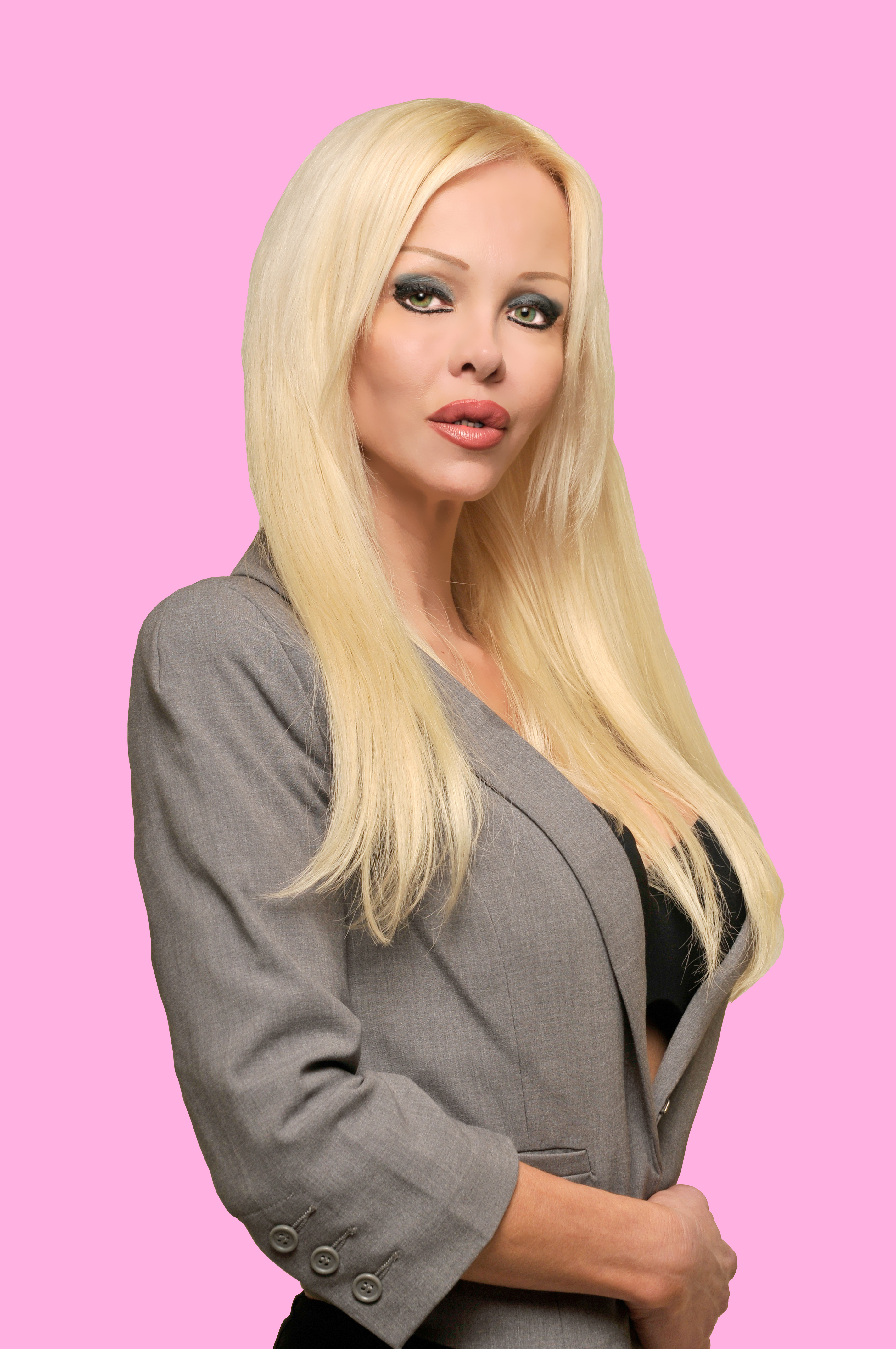
Cindy Lee, présidente du Parti du plaisir.

C'est en 2001 que Cindy Lee, de son vrai nom Isabelle Laeng, strip-teaseuse de profession, et ses treize colistiers tentent de participer aux élections municipales du 5e arrondissement de Paris pour contrer Jean Tiberi. La liste, qui s'appelle alors Paris Plaisir, ne peut finalement pas se présenter.
Cindy Lee tente ensuite de se présenter à l'élection présidentielle de 2002. Elle crée pour cela le Parti du plaisir, mais elle n’obtient pas un nombre suffisant de signatures de maires pour participer au premier tour. Elle s'élève alors contre ce système qu'elle juge « anti-démocratique ». Elle se présente aux élections législatives qui s'ensuivent, dans la 1re circonscription de Paris où elle obtient 0,41 % des voix. Puis, Cindy Lee se présente aux élections cantonales de 2004 dans le département du Val-de-Marne pour le canton d'Arcueil. Son score est de 1,80 %.
En 2007, Cindy Lee tente à nouveau de réunir les 500 signatures pour l'élection présidentielle, mais n'y parvient pas. Elle se présente aux élections législatives la même année dans la 7e circonscription de Paris, où elle obtient 1,06 % des suffrages, soit 430 voix.
À nouveau candidate lors des élections cantonales de 2008 dans le canton de Champigny-sur-Marne-Est (Val-de-Marne), elle termine en dernière position avec 2,23 % des suffrages exprimés, soit 135 voix.
En 2012, Cindy Lee se présente une nouvelle fois à l'élection présidentielle,,,,. Elle cherche à regrouper les 500 signatures,, mais n'y parvient pas ; elle déclare toujours son opposition à ce système.
Candidate aux élections législatives de 2012, dans la 7e circonscription de Paris, elle récolte 0,51 % des suffrages, soit 224 voix.
En 2012, un documentaire sur ses campagnes réalisé par Richard J. Thomson est édité en DVD par les éditions Bach Films, intitulé Votez Cindy !.
Le 7 mars 2017, alors que Cindy Lee a annoncé une nouvelle fois sa candidature à l’élection présidentielle, elle organise un happening contre la corruption devant l'Assemblée nationale et est arrêtée par la police.
Cindy Lee se présente aux élections législatives de 2017 dans la 7e circonscription de Paris sous la bannière du Parti du plaisir, soutenue par l'UDE. Elle totalise 195 voix soit 0,26 % des inscrits et 0,43 % des suffrages exprimés.

### Documentaire
- Votez Cindy ! (2012) réalisé par Richard J. Thomson, Black Maria Production et Jaguarundi Productions, DVD éditions Bach Films